# Che Sudaka

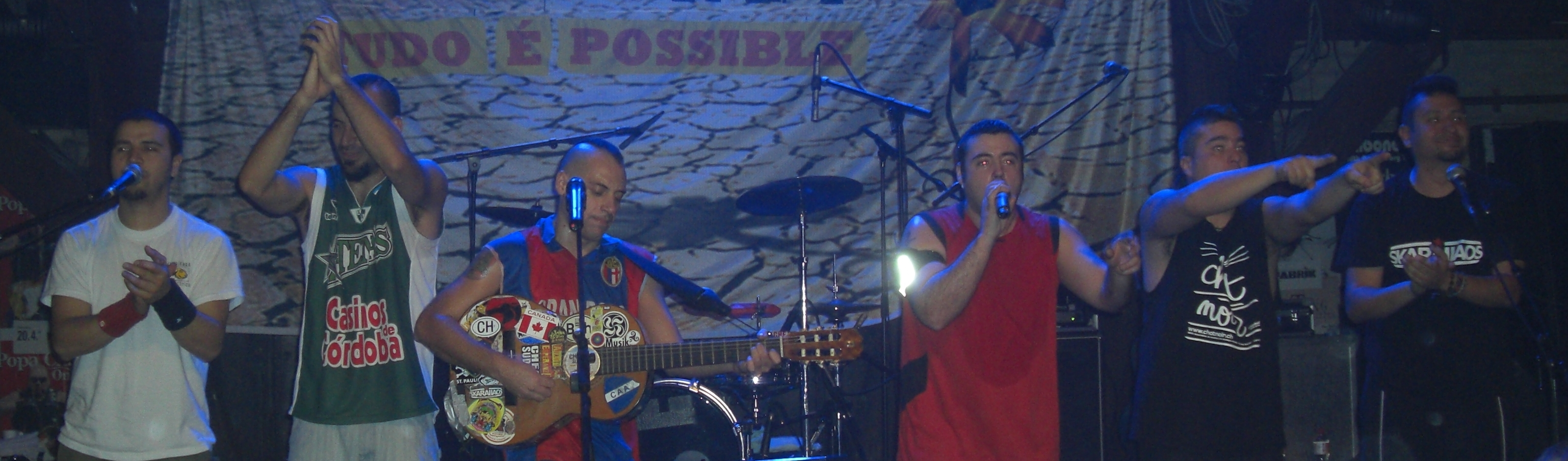
Che Sudaka

Che Sudaka is een zeskoppige band van Zuid-Amerikaanse afkomst.

## Muziek
De groep combineert Argentijnse met Colombiaanse muziek met daarbij invloeden vanuit ska, reggae, rock en wereldmuziek. Ze hebben onder anderen samengewerkt met Manu Chao en Amparanoia.

## Bezetting
In de vroegere jaren bestond de band uit 6 leden. In de huidige setting (vanaf omstreeks 2014) bestaat de band uit de volgende 4 leden, die overigens al vanaf het begin deel uitmaken van de band.
- Leo - akoestische gitaar, zang
- Sergio Morales – keyboard, samples, zang, accordeon
- Kachafaz - zang
- Jota - gitaar, zang

## Discografie
- Trippi Town (2003)
- Alerta Bihotza (2004)
- Mirando El Mundo Al Revés (2007)
- Tudo é Possible (2009)
- Cavernicola Recording vol. 1 (2010)
- 10 (2011)
- 1111 Lives (2013)
- Hoy (2014)
- Almas Rebeldes (2017)

- International Standard Name Identifier: 0000 0004 6975 6957
- MusicBrainz: 837ffb60-6423-4427-b570-bff5d0fe15b9
- Nationale Bibliotheek van Tsjechië: xx0184070
- Virtual International Authority File: 129414179